# Nederduitsch Hervormde Kerk van Afrika
De Nederduitsch Hervormde Kerk van Afrika is een gereformeerd calvinistische kerk. De NHKA is een van de drie zusterkerken van Zuid-Afrika. Tussen 1857 en 1902 was het de staatskerk van de toenmalige Zuid-Afrikaansche Republiek. Afrikaans is sinds 1933 de officiële voertaal binnen de kerk; hiervoor was het Nederlands de officiële taal.

## Geschiedenis
Tijdens de Grote Trek besloten de Voortrekkers zich af te splitsen van de Kaapse Nederduits Gereformeerde Kerk. Op 21 mei 1837 werd de Nederlander Erasmus Smit de eerste predikant van de NHKA. Er werden gemeentes gesticht in Natal, de Vrijstaat en Transvaal, maar na de Britse annexatie van de Natalkolonie en de Oranjeriviersoevereiniteit bleef Transvaal als enige vrije gemeente over. In 1842 werd te Potchefstroom de eerste hervormde gemeente van Transvaal gesticht, gevolgd door de gemeente Rustenburg in 1850. Tussen 1860-1880 werden nog tien nieuwe gemeentes gesticht.
In 1841 nam de Amerikaanse zendeling Daniel Lindley het leiderschap van de onpopulaire Smit over. In 1853 werd de Nederlander Dirk van der Hoff aangesteld tot hoofdpredikant van Transvaal. Datzelfde jaar werd te Rustenburg de eerste  Algemene Kerkvergadering gehouden.
In 1882 begonnen de Nederduitsch Hervormde Kerk van Afrika en de Nederduitsch Gereformeerde Kerk te overleggen over een mogelijke fusie. Ondanks bezwaren aan beide kanten, zijn de kerken op 7 december 1885 toch gefuseerd. Hier was echter niet iedereen even gelukkig mee. Als gevolg hiervan scheidde eerst de kerkgemeente Pretoria zich af, maar deze ging toch verder als Nederduitsch Hervormde Kerk. Later stonden er steeds meer leden van de voormalige Hervormde Kerk op die tegen de fusie waren en Hervormd wilden blijven.
Ds. M.J. Goddefroy, die in 1887 als predikant werkte in Pretoria, Middelburg en Trichardtsfontein, heeft een belangrijke rol gespeeld in de heropbouw van de Hervormde Kerk.

## Aantal leden
Tijdens de Tweede Boerenoorlog zijn er veel leden van de kerk gesneuveld en werden veel predikanten en ouderlingen als krijgsgevangenen naar overzeese gebieden gestuurd. Door de Britse tactiek van de verschroeide aarde zijn verscheidene kerken verwoest en archiefstukken verloren gegaan. Na de oorlog moesten er nieuwe predikanten komen, de eerste was de uit Nederland afkomstige L.E. Brandt.
Aantal leden en gemeenten in de 20ste en 21ste eeuw:
| Jaar | Aantal leden | Aantal gemeenten |
| ---- | ------------ | ---------------- |
| 1908 | 25 423       | 20               |
| 1956 | 133 485      | 183              |
| 2006 | 142 089      | 312              |

De verwachting is dat het aantal leden gaat afnemen omdat de Afrikaner bevolking afneemt en het geboortecijfer daalt.
Op dit moment staan er 481 predikanten ingeschreven op de website van de NHKA.

## Vrouwen binnen de kerk
Vrouwen hebben binnen de kerk de mogelijkheid om sinds 1979 als predikant, diaken of ouderling te dienen. De eerste vrouwelijke predikant was prof. Yolanda Dreyer.
De Kerk heeft ook een vereniging voor vrouwen: de Nederduitsch Hervormde Sustersvereniging. Deze werd opgericht in 1940.

## Voertaal
De officiële taal in de liturgie is sinds 1933 Afrikaans. De Kerk heeft de Bijbel in het Afrikaans in gebruik genomen in 1932. Sinds 1944 is er ook een psalm- en gezangboek in het Afrikaans verkrijgbaar. In 1978 zijn er nieuwe versies van het psalm- en gezangboek aanvaard. In 2001 is een nieuw Liedboek vir die Kerk in gebruik genomen.